# 黄金狂時代 (アルバム)
『黄金狂時代』（おうごんきょうじだい）は、日本のミュージシャンである泉谷しげるの通算5枚目、スタジオ・アルバムとしては4枚目のアルバムである。エレックレコードに所属していた時期としては最後のスタジオ・アルバムとなった。

## 解説
- このアルバムでは、当時の泉谷をサポートしていたふたつのバンドの演奏が聴かれる。「眠れない夜」、「火の鳥」、「Dのロック」の3曲では、ジョニー吉長が在籍していたイエローが演奏している[1]。それ以外のトラックは、ラストショウが演奏しており、特に「溶岩道路RAG」は泉谷のシャウトが入っているものの、事実上ラストショウによるインストゥルメンタル曲である。

- このアルバムは、エレックレコードの倒産後、フォーライフ・レコードからジャケットを変えてLPが再発売された。CDも1992年にフォーライフから出たが[2]、その後は、旧エレックのカタログの再発企画によって、バップ、ポニーキャニオン[3]、ワーナーミュージック・ジャパン[4]から、CDが再リリースされており、ジャケットはオリジナルのエレック盤LPに準じたものが用いられている。

## 収録曲
収録曲は以下の通り。

### SIDE A
1. 眠れない夜 (3:03)
  - 作詞・作曲：泉谷しげる
2. ア・ハ・ハ・ハ
  - 作詞・作曲：泉谷しげる
3. 暗闇街丑松通
  - 作詞・作曲：泉谷しげる
4. 火の鳥
  - 作詞・作曲：泉谷しげる
5. 溶岩道路RAG
  - （作詞・作曲のクレジットなし）
6. 摩天楼
  - 作詞・作曲：泉谷しげる

### SIDE B
1. 遥かなる人
  - 作詞・作曲：泉谷しげる
2. Dのロック
  - 作詞・作曲：泉谷しげる
3. 人情夜曲
  - 作詞・作曲：泉谷しげる
4. 懐かしい人
  - 作詞・作曲：泉谷しげる
5. 明日のヒマ人
  - 作詞・作曲：泉谷しげる
6. 北の詩人
  - 作詞・作曲：泉谷しげる